# Moszaszaurusz-félék

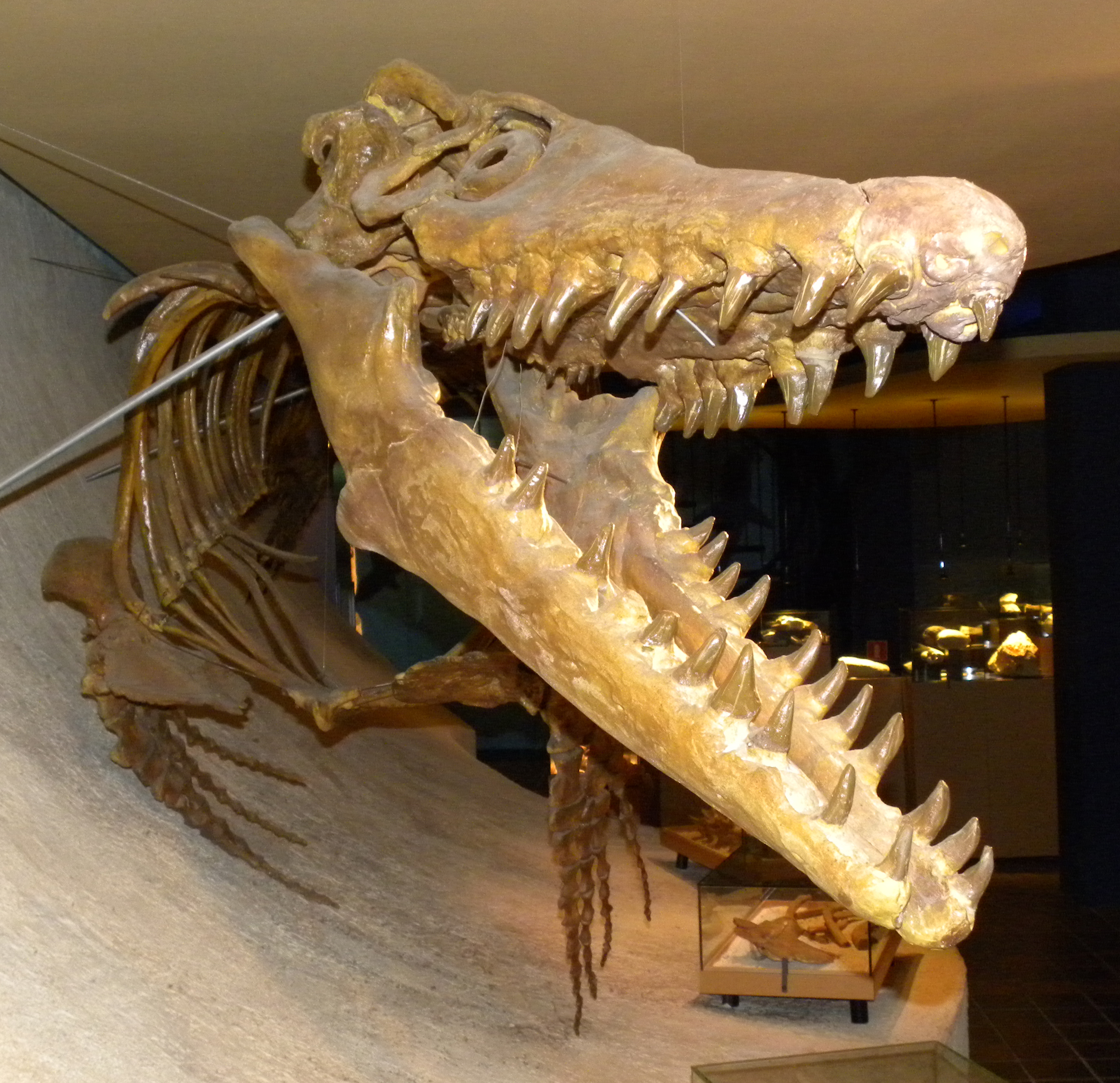
Mosasaurus hoffmanni

A moszaszaurusz-félék (Mosasauridae) tengeri életmódhoz alkalmazkodott hüllők egyik családja volt a kréta időszakban. Nevüket onnan kapták, hogy első maradványaikat a Maas közelében fekvő Maastrichtnál találták meg 1780-ban. Nevük a Mosa, azaz a Maas (Meuse) folyó latin nevéből és a „gyík” jelentésű görög „szaurosz” szóból származik.
A moszaszauruszok mintegy 98 millió évvel ezelőtt a tengeri tápláléklánc csúcsát jelentették a kréta korszak végén, körülbelül 66 millió évvel ezelőtt történt kihalásukig. Akárcsak a mai cetek ősei, a moszaszauszok felmenői is a szárazföldön éltek, és hasonlítottak a mai varánuszokhoz továbbá ezeket a tengeri ragadozókat a kígyók legközelebbi rokonainak tartják az állkapocs és a koponya alapján végzett kladisztikai elemzés alapján.
Nem dinoszauruszok voltak, hanem egymást fedő pikkelyekkel rendelkező lepidosaurusok. A kora kréta korban fejlődtek ki az olyan pikkelyes hüllőkből, mint az aigilosaurusok, a mai varánuszok közeli rokonai. A kréta utolsó 20 millió évében, az ichthyosaurusok és a pliosaurusok kihalásával a moszaszaurusz-félék lettek a domináns tengeri ragadozók. Újabb kutatási eredmények után némelyik tudós úgy véli, hogy a moszaszaurusz dögevő volt, és saját társait is felfalta - tanúsítják a tengeri őshüllőnek Afrika nyugati partvidékén előkerült maradványai. A gyomrában három másik moszaszaurusz csontjait is azonosították.
A legkisebb ismert moszaszaurusz-féle a Carinodens belgicus, amely kb. 3 - 3,5 méterre nőtt és valószínűleg a part menti sekély vizekben élt, ahol puhatestűekkel és tengeri sünökkel táplálkozott. Náluk sokkal elterjedtebbek voltak a nagyobb moszaszaurusz-félék: a testhosszuk elérhette akár a 17 métert is. A Hainosaurus az eddig ismert leghosszabb moszaszaurusz 17,5 méterrel.
Testének majdnem a felét hosszú, izmos farokúszója tette ki, amellyel könnyedén tudta magát a vízben hajtani. Farkának felépítése hasonló a mai aligátorokéhoz, zömök és erős. Egyes becslések szerint akár 30 km/h sebességet is el tudott érni ennek az erős farokúszónak a segítségével. Bár a moszaszaurusz gyors volt, nagy tömegét ezen a sebességen nem tudta huzamosabb ideig tartani, ezért feltételezhető, hogy zsákmányát a mélyebb vizekből felfelé támadva, lesből ejtette el. Mellső úszói a navigálásában irányváltoztatásokban segítették.
Tájékozódásában a sötét és nehéz látási viszonyokkal szolgáló mélyebb vizekben elősegítette az orrán található apró kis lyukak (lorenzini-ampullák) mellyek segítségével érzékelték más élőlények által kibocsájtott elektromos mezőket. Továbbá a gyíkoktól megörökölt nyelv öltögetéssel való szaglást segítségül véve a Moszaszaurusz elég nagy pontossággal meg tudta határozni, merre találja a zsákmányát.
Fogazata horogszerű hátra hajló a zsákmány megtartására szolgált, erős állkapcsa pedig végzett áldozatával.

## Popkulturális hatásai
Egy túlméretezett moszaszaurusz-féle szerepel a Jurassic World című sikerfilmben.
Egy moszaszaurusz szerepel a Primeval (Őslények kalandorai) 1. évad 3. részében.
Mega Beasts: T. Rex of the Deep része is erről a fajról szól.